# Sông Sacramento
Sông Sacramento là sông dài nhất tiểu bang California. Nguồn sông là chỗ hợp lưu của hai nhánh South Fork và Middle Fork Sacramento, gần núi Shasta thuộc dãy núi Cascade; sông Sacramento chảy về hướng nam với chiều dài 719 km.
Nước nguồn của sông là từ dãy núi Klamath gần núi Shasta. Phụ lưu chính là sông Pit dài 320 km (200 mi). Sông Sacramento chảy theo hướng từ bắc vào nam rồi chuyển sang hướng tây tại thành phố Sacramento để nhập sông San Joaquin từ phía nam lên rồi đổ vào vịnh Suisun. Từ Suisun, nước chảy vào vụng San Pablo trước khi nhập vào San Francisco.
Tàu lớn có thể ngược dòng sông lên đến Red Bluff cách cửa biến 290 km (180 mi). Triền sông Sacramento là nơi khám phá ra mỏ vàng năm 1848, mở đầu cho cuộc đổ xô đi tìm vàng California vào giữa thế kỷ 19. Sông Sacramento cùng với sông San Joaquin rút nước toàn thể thung lũng Central, tạo ra miền đất nông nghiệp trù phú của tiểu bang California.